# Giovanni Camputaro
Giovanni Camputaro (Gioia Sannitica, 6 aprile 1955) è un ex pugile italiano, più volte campione italiano dei pesi mosca (1977-1980) e sfidante al titolo europeo.

## Carriera da dilettante
Camputaro è chiamato a rappresentare l'Italia alle Olimpiadi di Montreal 1976, nei pesi mosca. Batte ai punti al primo turno l'iracheno Muhamad Sadiq (5-0) ma perde al secondo contro il sovietico David Torosjan per il riacutizzarsi di una ferita subita nel primo match. Con all'attivo oltre dieci presenze in Nazionale gli viene conferita dal CONI la medaglia di bronzo al merito sportivo.

## Carriera da professionista
Passa professionista subito dopo le olimpiadi, nella scuderia di Umberto Branchini. Dopo dieci incontri, con otto vittorie e due sconfitte, combatte per il titolo italiano dei mosca contro Claudio Tanda, che batte per ferita al decimo round. 
Tra la fine del 1977 e il 1978 difende vittoriosamente cinque volte la cintura contro Sante Medici, Sabatino De Filippo, Filippo Belvedere, Salvatore Laconi ed Emilio Pireddu . Il 13 gennaio 1979 strappa un ininfluente pari a Franco Buglione, che gli consente di mantenere la cintura di campione d’Italia. La perde però il 22 giugno dello stesso anno, ai punti, con quel Sabatino De Filippo che aveva già battuto in passato. La riconquista nel mese di novembre nella rivincita con De Filippo, battendolo per ferita alla sesta ripresa. La mantiene pareggiando il terzo match con De Filippo il 7 marzo 1980. 
Camputaro combatte per la prima volta all'estero il 28 giugno 1980 a Wembley quando tenta la scalata al titolo europeo. Subisce però una dura punizione dal fortissimo Charlie Magri che lo batte per knock-out tecnico alla terza ripresa. In dicembre perde anche il titolo italiano per ferita al quinto round contro Paolo Castrovilli. Vani sono anche i due successivi tentativi di riprendersi la cintura contro lo stesso Castrovilli (sconfitte ai punti). 
Il 18 giugno 1982 è allestito un match per l'assegnazione del titolo italiano lasciato vacante da Castrovilli, tra Camputaro e il napoletano Ciro De Leva. Il match si combatte nel ring casalingo del suo avversario e Camputaro è sconfitto ancora ai punti. 
Il matesino tenta allora nuovamente la scalata al titolo europeo. Il 5 agosto 1983 a Nîmes perde nuovamente contro il pugile locale Antoine Montero – dal quale aveva già perso in passato - per ferita all'ottavo round. 
Dopo questa sconfitta rimane inattivo per due anni e mezzo, poi una confortevole vittoria contro Roberto Cirelli gli permette di essere nuovamente designato come sfidante al titolo italiano, ora in possesso di Giampiero Pinna. Il match, combattuto a Santa Maria di Leuca il 29 maggio 1986 si conclude con una nuova sconfitta, sia pure ai punti. 
Combatte ancora due volte nel 1987, poi decide di abbandonare il pugilato agonistico.